# ECCO柔道チームチャレンジ2014 ヨーロッパ対アジア
ECCO柔道チームチャレンジ2014 ヨーロッパ対アジア（ECCOじゅうどうチームチャレンジ2014 ヨーロッパたいアジア）は、2014年1月25日にロシア・チュメニのオリンピックセンターで開催された、アジアとヨーロッパの柔道選手による対抗試合。

## 概要
今大会はシューズメーカーのECCOが主要スポンサーとなって企図された、アジアチーム対ヨーロッパチームによる男女各7階級の団体戦。出場選手はアジア柔道連盟とヨーロッパ柔道連盟が各階級の世界ランキング上位選手から決定した。アジアチームの監督はアジア柔道連盟理事のアルメン・バグダサロフ、ヨーロッパチームはロシアナショナルチームゼネラルマネージャーのエツィオ・ガンバが務めた。大会は軽いクラスから男女交互に試合が進められた。勝利チームには10万ドルが支給された（内訳は選手に各々7000ドル、監督に2000ドル）。それに加え、各対戦における勝者には2000ドルが支給された。

## 大会結果
試合は10-4でヨーロッパチームが大差を付けて勝利した。しかしながら、今大会において最も注目された一戦である60kg級の世界チャンピオン高藤直寿対オリンピックチャンピオンのアルセン・ガルスチャンとの対戦では、アジアチームの高藤が小内刈で有効と指導2を取ると、中盤に大外刈を決めて圧勝した。

### 男子
| 階級      | アジア選手                       | 試合内容                 | ヨーロッパ選手               |
| --------- | -------------------------------- | ------------------------ | ---------------------------- |
| 60kg級    | 高藤直寿                         | 〇一本勝ち(大外刈)       | アルセン・ガルスチャン       |
| 66kg級    | アザマト・ムカノフ               | 一本負け(腰車)〇         | ゲオルグリー・ザンタラヤ     |
| 73kg級    | ハシュバータル・ツァガンバータル | 優勢負け(有効・大内刈)〇 | デックス・エレモント         |
| 81kg級    | ヤヒョー・イマモフ               | 〇一本勝ち(一本背負投)   | アブタンディル・チリキシビリ |
| 90kg級    | 李奎遠                           | 優勢負け(技あり・隅返)〇 | ヴァルラーム・リパルテリアニ |
| 100kg級   | ソイーブ・クルボノフ             | 優勢負け(指導3)〇        | ヘンク・フロル               |
| 100kg超級 | ルリー・クラコベトスキー         | 一本負け(合技)〇         | アレクサンドル・ミハイリン   |

### 女子
| 階級     | アジア選手                     | 試合内容                 | ヨーロッパ選手             |
| -------- | ------------------------------ | ------------------------ | -------------------------- |
| 48kg級   | ムンフバット・ウランツェツェグ | 優勢負け(指導1)〇        | アレシャ・クズネツォワ     |
| 52kg級   | 橋本優貴                       | 優勢負け(有効・小外掛)〇 | アンドレア・キトゥ         |
| 57kg級   | ドルジスレン・スミヤ           | 一本負け(片羽絞)〇       | テルマ・モンテイロ         |
| 63kg級   | 阿部香菜                       | 〇一本勝ち(肩固)         | アニカ・ファンエムデン     |
| 70kg級   | 金省然                         | 優勢負け(指導3)〇        | ラウラ・ヴァルガス＝コッホ |
| 78kg級   | 鄭敬美                         | 〇優勢勝ち(指導3)        | ヨー・アビゲール           |
| 78kg超級 | イ・ジョンウン                 | 優勢負け(指導1)〇        | ルツィヤ・ポラウデル       |

## 外部サイト
- 財団法人 全日本柔道連盟